# 단순 방향족 고리
단순 방향족 고리(영어: simple aromatic ring)는 공액 평면 고리로만 구성된 방향족 유기 화합물이다. 단순 아렌(영어: simple arene) 또는 단순 방향족 화합물(영어: simple aromatics) 또는 단순 방향족 고리 화합물이라고도 한다. 많은 단순 방향족 고리 화합물들은 관용명을 가지고 있다. 이들은 일반적으로 보다 복잡한 분자의 하위 구조("치환된 방향족 화합물")로 발견된다. 전형적인 단순 방향족 고리 화합물로는 벤젠, 인돌, 피리딘 등이 있다.
단순 방향족 고리 화합물은 고리에 비탄소 원자, 예를 들어 산소, 질소, 황을 가지고 있는 경우에 헤테로고리일 수 있다. 단순 방향족 고리 화합물은 벤젠에서와 같은 단환식, 나프탈렌에서와 같은 이환식, 또는 안트라센에서와 같은 다환식일 수 있다. 단순 단환식 방향족 고리는 일반적으로 피롤과 같은 5원자 고리 또는 피리딘과 같은 6원자 고리이다. 융합된 방향족 고리는 연결되어 있는 결합을 공유하는 단환식 고리로 구성된다.

## 방향족 헤테로고리 화합물
질소(N)를 가지고 있는 방향족 고리는 쉽게 양성자화되는 염기성 방향족 고리로 분리되어 방향족 양이온과 염(예: 피리디늄) 및 비염기성 방향족 고리를 형성할 수 있다.
- 염기성 방향족 고리에서 고립 전자쌍은 방향족 시스템의 일부가 아니며, 고리의 평면에서 연장된다. 이러한 고립 전자쌍은 아민의 질소 원자와 유사한 질소 염기의 염기성을 담당한다. 이들 화합물에서 질소 원자는 수소 원자와 결합하지 않는다. 염기성 방향족 고리의 예로는 피리딘 또는 퀴놀린이 있다. 몇몇 고리 화합물(예: 이미다졸, 퓨린)들은 염기성 및 비염기성 질소 원자를 가지고 있다.
- 비염기 고리에서 질소 원자의 고립 전자쌍은 비편재화되어 방향족 파이-전자 시스템에 기여한다. 이들 화합물에서 질소 원자는 수소 원자와 결합한다. 비염기성 질소를 가지고 있는 방향족 고리의 예로는 피롤, 인돌 등이 있다.

산소 및 황을 가지고 있는 방향족 고리에서 이종 원자의 전자쌍 중 하나는 방향족 시스템(비염기성 질소 함유 고리와 유사)에 기여하는 반면, 다른 고립 전자쌍은 고리 평면(일차 질소 함유 고리와 유사)에서 연장된다.

## 방향성에 대한 기준
- 분자는 고리형이어야 한다.
- 고리의 모든 원자는 채워진 p 오비탈을 가져야 하며, 양쪽의 p 오비탈과 겹친다(완전히 공액됨).
- 분자는 평면이어야 한다.
- 홀수의 파이 전자쌍을 가지고 있어야 하고, 휘켈 규칙을 충족시켜야 한다: (4n+2) 파이 전자, 여기서 n은 0에서 시작하는 정수이다.

대조적으로 4n 파이 전자를 가지고 있는 분자는 반방향족성이다.

## 같이 보기
- 다환 방향족 탄화수소